# Carlos Romero Zarco
Carlos Romero Zarco (n. 1954) és un botànic, i professor espanyol. Desenvolupa la seva activitat acadèmica en el Departament de Biologia Vegetal i Ecologia, de la Facultat de Biologia, Universitat de Sevilla.

## Llibres
- Romero Zarco, p, c Romero Zarco. 1987. Guia il·lustrada de les herbes de Sevilla. Institut de Ciències de l'Educació de la Universitat de Sevilla, etc. Sevilla. ISBN 84-398-8569-5
- Romero Zarco, c, p Romero Zarco. 2006. Guia il·lustrada de les herbes de Sevilla [ed. 2]. Ajuntament de Sevilla, Àrea d'Innovació, Educació i Universitats. Sevilla. ISBN 84-96098-47-8